# 苏允中
苏允中（1916年—2010年），男，蒙古族，察哈尔氏，江苏镇江人，蒙古察哈尔部后裔，原籍內属蒙古八旗察哈尔正黄旗，原中国人民解放军兰州军区副军职离休干部，曾任中国人民解放军第二十一军政治部副主任、后勤部政治委员等职，中国人民解放军上校军衔。

## 生平
苏允中于1916年出生于江苏丹阳（属镇江）。其家族为蒙古察哈尔部后裔，清时属正黄旗察哈尔，察哈尔氏。清中期以后由八旗察哈尔调至京口副都统处，后来改原有蒙古姓氏“察哈尔”为汉姓，取江苏的简称“苏”为新的姓氏。苏允中出生时家族已败落，不久后迁居上海。苏允中年轻时在上海半工半读，在上海新亚制药厂（今上海新亚药业有限公司，属上海医药）工作。
1939年2月，苏允中开始参加中国共产党领导的上海地下组织活动；1940年3月，加入新四军；1941年4月，加入中国共产党。1941年苏允中进入鲁迅艺术学院华中分院学习，历任学员、班长、政治教员。毕业后分配到新四军第四师，此后一直在该部队工作，历经其多次改制，参加了诸多战役和战斗。
中华人民共和国成立后，苏允中历任中国人民解放军第二十一军政治部干部处处长、保卫处处长，后勤部副政治委员、政治委员等职，1964年起任政治部副主任至1981年12月离休。后为中国人民解放军兰州军区副军职离休干部，并曾任陕西省关心下一代工作委员会委员。2010年在陕西西安逝世。
1955年被授予三级独立自由勋章和三级解放勋章，后被授予中国人民解放军上校军衔，1988年被授予中国人民解放军独立功勋荣誉章。